# SES-12
SES-12 ist ein kommerzieller Kommunikationssatellit der SES S.A.
Er wurde am 4. Juni 2018 um 4:45 UTC mit einer Falcon-9-Block-4-Trägerrakete vom Raketenstartplatz Cape Canaveral AFS Launch Complex 40 in eine geostationäre Umlaufbahn gebracht. Als Oberstufe wurde bei der Rakete eine Block-5-Zweitstufe verwendet.
Der dreiachsenstabilisierte Satellit ist mit 68 Ku-Band-, 8 Ka-Band-Transpondern und 8 Antennen ausgerüstet und soll von der Position 95° Ost aus den gesamten asiatisch-pazifischen Raum und den Nahen Osten mit Fernsehen versorgen. Er wurde auf Basis des Satellitenbusses E3000EOR der Airbus Defence and Space gebaut und besitzt eine geplante Lebensdauer von 15 Jahren.